# میلنگک
میلنگک (به لاتین: Mielnik) یک روستا در لهستان است که در گمینا میلنگک واقع شده‌است. میلنگک ۹۸۰ نفر جمعیت دارد.